# 15258 Alfilipenko
15258 Alfilipenko eller 1990 RN17 är en asteroid i huvudbältet som upptäcktes den 15 september 1990 av den sovjetisk-ryska astronomen Ljudmila Zjuravljova vid Krims astrofysiska observatorium på Krim. Den är uppkallad efter Aleksandr Filipenko.
Asteroiden har en diameter på ungefär 12 kilometer.